# Bandiera dell'Isola di Pasqua
La bandiera dell'Isola di Pasqua è stata adottata il 9 maggio 2006.

## Descrizione
Chiamata anche bandiera di Rapa Nui, la bandiera è completamente bianca con un Rei Miro rosso. Il Rei Miro è un pettorale di legno tipico della cultura dell'Isola di Pasqua. Curiosamente il Rei Miro della bandiera può essere visto come una forma stilizzata dell'isola di Pasqua dove le due teste rappresentano i due vulcani dell'isola.

## Bandiere storiche

Bandiera in uso dal 1876 al 1888.

La versione utilizzata tra il 1876 e il 1888 presentava, su uno sfondo bianco, un Rei Miro rosso, simbolo di potere, e quattro figure antropomorfe nere, rappresentanti ognuna un Tangata manu, ovvero un uomo-uccello.

### Uso dellaEstrella Solitaria
Con l'annessione dell'isola al Cile nel 1888, venne stabilita come unica bandiera ufficiale quella cilena. Nonostante ciò gli indigeni continuano ad utilizzare il proprio emblema, riconosciuto dalle autorità nazionali con la promulgazione della Ley Indígena nel 1993.